# Андреєнь
Андреєнь, Андреєні (рум. Andreeni) — село у повіті Харгіта в Румунії. Входить до складу комуни Авремешть.
Село розташоване на відстані 228 км на північ від Бухареста, 60 км на захід від М'єркуря-Чука, 118 км на південний схід від Клуж-Напоки, 89 км на північний захід від Брашова.

## Населення
За даними перепису населення 2002 року у селі проживали 147 осіб, з них 146 осіб (99,3%) угорців. Усі жителі села рідною мовою назвали угорську.